# Kladirostratus
Kladirostratus is een geslacht van slangen uit de familie Psammophiidae.

## Naam en indeling
De wetenschappelijke naam van de groep werd voor het eerst voorgesteld door Werner Conradie, Chad Keates en Shelley Edwards in 2019. Er zijn twee soorten, welke eerder aan andere geslachten werden toegekend, zoals Psammophis, Rhamphiophis en Psammophylax werden gerekend. Aangezien de soorten pas in 2019 aan het geslacht Kladirostratus werden toegekend, zijn ze in veel literatuur onder hun verouderde geslachtsnamen bekend. 

## Verspreidingsgebied
De soorten komen voor in delen van Afrika en leven in de landen Angola, Congo-Kinshasa, Congo-Brazzaville, Tanzania, Burundi, Zambia, Oeganda, Kameroen, Nigeria, Ghana, Togo en Ivoorkust, Kladirostratus acutus komt daarnaast mogelijk voor in Benin.

## Soorten
Het geslacht omvat de volgende soorten, met de auteur en het verspreidingsgebied.
| Naam                     | Auteur         | Verspreidingsgebied |
| ------------------------ | -------------- | --- |
| Kladirostratus acutus    | Günther, 1888  | Angola, Congo-Kinshasa, Congo-Brazzaville, Tanzania, Burundi, Zambia, Oeganda, Kameroen, Nigeria, Ghana, Ivoorkust, mogelijk in Benin |
| Kladirostratus togoensis | Matschie, 1893 | Kameroen, Togo, Oeganda, Ivoorkust, Ghana                                                                                             |